# SK 48
SK 48 es el nombre de catálgo de un cráneo fosilizado de la especie Paranthropus robustus. Fue encontrado en Swartkrans, Sudáfrica, durante la campaña 1948-1949, anunciado en 1950 y descrito en 1952 por los paleontólogos Robert Broom y J. T. Robinson. Se estima que tiene un antigüedad entre 1,5 y 2 millones de años. Se caracteriza por una apariencia robusta, cejas abultadas y continuas, cara ancha y plana y una mandíbula profunda con grandes dientes de masticación y sus músculos asociados.
Se conserva en el Transvaal Museum.
La mandíbula SK 23 fue descubierta al mismo tiempo y en el mismo lugar. Aunque los estudios indican que provino de un individuo distinto, los dos fósiles se consideran tan estrechamente relacionados que pueden estudiarse juntos. La mandíbula también es muy robusta y contiene una dentición completa.